# Национальная олимпийская и спортивная ассоциация Исландии
Национальная олимпийская и спортивная ассоциация Исландии (исл. Íþrótta- og Ólympíusamband Íslands) — организация, представляющая Исландию в международном олимпийском движении. Основана в 1921 году; зарегистрирована в МОК в 1935 году.
Штаб-квартира расположена в Рейкьявике. Является членом МОК, ЕОК и других международных спортивных организаций. Осуществляет деятельность по развитию спорта в Исландии.